# Корд, Казимеж
Казимеж Корд (пол. Kazimierz Kord; 18 ноября 1930 — 29 апреля 2021) — польский дирижёр.

## Биография
Окончил музыкальный лицей в Катовице и Ленинградскую консерваторию (1955) как пианист.
В 1962—1969 гг. руководитель Краковского музыкального театра, в котором осуществил около 30 премьер. В 1969—1973 гг. возглавлял Симфонический оркестр Польского радио в Катовице. В 1977—2001 гг. музыкальный руководитель Варшавского филармонического оркестра, одновременно в 1980—1986 гг. возглавлял Оркестра Юго-Западного радио Германии, а в 1989—1990 гг. как главный приглашённый дирижёр фактически руководил (в отсутствие главного дирижёра) Тихоокеанским симфоническим оркестром в Калифорнии. Поставил в Метрополитен Опера «Пиковую даму» Чайковского (1973, впервые в США на русском языке) и «Аиду» Верди (1976).

## Награды
- В 1974 году награждён кавалерским крестом ордена Возрождения Польши[5].
- В 2005 году награждён золотой медалью «За заслуги в культуре Gloria Artis»[6].